# Orix Buffaloes
Orix Buffaloes (オリックス・バファローズ Orikkusu Bafarōzu)  là một câu lạc bộ bóng chày chuyên nghiệp thuộc chi giải Pacific League của Nippon Professional Baseball, được thành lập sau cuộc tái cơ cấu của giải NPB năm 2004. CLB là kết quả của cuộc sáp nhập của Orix BlueWave của Kobe, tỉnh Hyōgo với Osaka Kintetsu Buffaloes của Osaka, tỉnh Osaka, và nay thuộc quyền sở hữu của Orix, một công ty dịch vụ tài chính được thành lập tại Osaka.
CLB được hợp nhất này thi đấu mùa giải đầu tiên vào năm 2005. Buffaloes chia các trận đấu trên sân nhà giữa Kyocera Dome Osaka, sân nhà của đội bóng Buffaloes ban đầu, và Sân vận động bóng chày Kobe Sports Park, sân nhà trước đây của BlueWave, trong trường hợp Hanshin Tigers phải sử dụng tạm thời Kyocera Dome khi sân nhà của Tigers là Sân vận động Hanshin Koshien, được sử dụng cho hai giải đấu trung học phổ thông lớn nhất tại Nhật Bản, là Senbatsu vào tháng 3 (diễn ra cùng thời điểm khai mạc mùa giải NPB), và giải vô địch bóng chày trung học Nhật Bản vào tháng 8.
Tính đến mùa giải 2022, thành tích mọi thời đại của câu lạc bộ là 5.543–5.297–410 (.511).

## Lịch sử

### Hankyu/Orix BlueWave (1936–2004)

#### Hankyu Braves
CLB gốc của Orix Buffaloes được thành lập vào năm 1936 dưới quyền sở hữu của Công ty đường sắt Hanshin Kyuko, hay Hankyu (阪神急行電鉄 Hanshin Kyuko Dentetsu, , nay là Hankyu Hanshin Holdings, Inc.) , với tên gọi Osaka Hankyu Baseball Club (大阪阪急野球協会 Ōsaka hankyū yakyū kyōkai). Sau này CLB có biệt danh là Hankyu Braves, một trong những đội bóng chày chuyên nghiệp đầu tiên ở Nhật Bản và là CLB lâu đời nhất còn tồn tại ở chi giải Pacific League .
Vào đầu những năm 1950, CLB đã ra sức chiêu mộ các ngoại binh tài năng tài năng, đặc biệt là các cựu cầu thu người Mỹ gốc Phi của giải bóng chày người da đen,  bao gồm các cầu thủ sân trong John Britton và Larry Raines, và các cầu thủ ném bóng Jimmy Newberry và Jonas Gaines . Những cầu thủ này là những người Mỹ đầu tiên không mang gốc gác Nhật Bản chơi cho đội bóng chày chuyên nghiệp Nippon sau Thế chiến thứ II .
Bắt đầu từ giữa những năm 1960, Braves đã trở thành một trong những đội bóng thống trị không chỉ ở chi Pacific League mà còn trong toàn bộ giải bóng chày chuyên nghiệp Nhật Bản. Trong khoảng thời gian từ năm 1967 đến năm 1972, Hankyu Braves đã giành chức vô địch Pacific League năm lần nhưng đều để thua ở Nippon Series trước Yomiuri Giants. Huấn luyện viên Nishimoto Yukio cũng vì những thất bại trên mà được mệnh danh là "huấn luyện viên bi hùng vĩ đại". Nhưng Hankyu Braves do huấn luyện viên Ueda Toshiharu dẫn dắt sau đó đã giành chiến thắng tại Nippon Series ba lần liên tiếp từ năm 1975-1977, trong đó năm 1976 và 1977 là sau khi đánh bại Giants. Vào thời điểm đó, nhiều cầu thủ thuộc hàng xuất sắc trong lịch sử bóng chày Nhật Bản đã chơi cho Hankyu Braves, bao gồm cầu thủ ném bóng Yamada Hisashi và cầu thủ sân ngoài Fukumoto Yutaka.
Vào những năm 1980, CLB tuy vẫn là một ứng cử viên mạnh ở Pacific League (PL), nhưng với sự vươn lên thống trị của Seibu Lions đã không giành được chức vô địch PL nào ngoài mùa giải 1984; trong đó, Braves đã để thua Hiroshima Toyo Carp tại Nippon Series sau 7 lượt trận.
Vào ngày 19 tháng 10 năm 1988, Hankyu Railway đã bán CLB cho công ty cho vay vốn Orient Lease (từ năm 1989 được mang tên Orix Group), trong sự kiện được gọi là "ngày dài nhất của Pacific League". Lý do là khi thương vụ diễn ra, Kintetsu Buffaloes đã chơi cặp trận đấu liên hoàn huyền thoại "10.19" với mục tiêu giành chức vô địch Pacific League, nhưng đã bỏ lỡ vì trận đấu thứ hai kết thúc với tỷ số hòa, trong khi Kintetsu muốn giành được chức vô địch thì cần phải thắng cả hai trận đấu trong trận đấu đôi với Lotte Orions . Thương vụ này khi được công bố là một điều bất ngờ vì vào thời điểm đó, việc một CLB bóng chày chuyên nghiệp tại Nhật Bản đổi chủ là rất hiếm, chưa kể đến việc một công ty lớn bán bán tháo một phần quan trọng của công ty. Dư luận khi đó đã không nghĩ rằng Hankyu là một trong những công ty lớn có thể cần phải làm điều như vậy. Dư luận cũng bất ngờ trước tin CLB đổi chủ bởi vì người sáng lập Hankyu là Kobayashi Ichizo, trước khi qua đời vào năm 1957, ra tuyệt lệnh rằng Hankyu tuyệt đối không bao giờ được bán hai đứa con tinh thần của ông là CLB Braves và đoàn kịch Takarazuka Revue. Tuy nhiên, cuối cùng, Hankyu đã quyết định bán CLB Braves để có thể duy trì hoạt động của Revue.
Đã có hai điều kiện đi kèm trong thương vụ trên: tên CLB được đảm bảo sẽ giữ là "Braves" và vẫn sẽ thi đấu tại Nishinomiya. Trong hai năm đầu tiên dưới chủ sở hữu mới, CLB mang tên Orix Braves và thi đấu tại Nishinomiya.

#### BlueWave
Năm 1991, CLB chuyển tới sân nhà mới là Kobe Sports Park tại Kobe và đổi tên thành Orix BlueWave. Orix đã tổ chức hai cuộc thăm dò ý kiến người hâm mộ về việc chọn biệt danh, và người hâm mộ ban đầu đa số chọn giữ tên Braves. Thậm chí sau đó (khi Orix không loại bỏ lựa chọn giữ tên cũ), họ bầu chọn đổi tên sang Thunder vì phù hợp với màu áo mới (xanh lam đậm và vàng) và đội hình đánh bóng của đội mang tên Blue Thunder (ブルーサンダー Burūsandā). Nhưng Orix cuối cùng chọn tên BlueWave (làn sóng xanh), dựa trên màu và họa tiết của cờ hiệu tỉnh Hyōgo. Tuy nhiên, cái tên này lại trở nên khập khiễng khi màu chủ đạo của sân nhà mới và cờ hiệu thành phố là xanh lá cây. Nhưng trên hết, những người hâm mộ lâu năm đã bị sốc trước sự thiếu tôn trọng ý kiến từ ban lãnh đạo CLB mà một thành viên ứng viện đoàn của CLB mô tả là "cuộc đua đã ngã ngũ từ trước khi ra hiệu bắt đầu". . Tuy nhiên, vì Nishinomiya và Kobe ở gần nhau, và sân nhà mới có chất lượng nên hầu hết người hâm mộ, dù vẫn lưu luyến biệt danh cũ gắn liền tời thời hoàng kim của CLB, đã chấp nhận động thái này. CLB đôi khi được người hâm mộ và giới truyền thông bóng chày gọi là Aonami or Seiha (青波), có nghĩa là "làn sóng xanh" trong tiếng Nhật.
Với Ichirō lĩnh xướng hàng công, Orix BlueWave đã giành chức vô địch Pacific League vào năm 1995 và 1996, trong đó năm 1996 giành chiến thắng tại Nippon Series sau khi đánh bại Yakult Swallows. Ichirō sau đó đã đầu quân cho Seattle Mariners tại Major League Baseball, và có một sự nghiệp lẫy lừng giúp ông trở thành cầu thủ người châu Á đầu tiên được bầu gia nhập Đại sảnh Danh vọng Quốc gia Mĩ.

### Orix Buffaloes (2005 đến nay)
Sau cuộc tái cơ cấu của Nippon Professional Baseball vào năm 2004, CLB Osaka Kintetsu Buffaloes bị sáp nhập vào CLB BlueWave. CLB sau cuộc hợp nhất gặp nhiều khó khăn, và chỉ kết thúc mùa giải ở Nhóm A (nửa trên bảng xếp hang) của Pacific League (PL) một lần từ năm 2005 đến năm 2013. Năm 2008, The Buffaloes đứng thứ hai tại Pacific League, với thành tích 75 thắng – 68 bại – 1 hòa và kết thúc 2+1⁄2 trận kém hơn Saitama Seibu Lions, nhưng thua trắng 2 trận trước Hokkaido Nippon Ham Fighters ngay trên sân nhà trong vòng 1 Climax Series . Sau hai mùa giải đứng cuối bảng tại Pacific League, họ đã giành vị trí đầu bảng xếp hạng vào năm 2021 với thành tích 70 thắng – 55 bại – 18 hòa. Sau khi đánh bại Chiba Lotte Marines vòng cuối Climax Series, Orix Buffaloes đã bị Tokyo Yakult Swallows đánh bại trong lần đầu tiên góp mặt tại Nippon Series kể từ năm 1996 sau sáu lượt trận. Năm 2022, mặc dù khởi đầu mùa giải không mấy suôn sẻ, Buffaloes vẫn kết thúc ở vị trí thứ nhất sau chiến thắng 5–2 trước Tohoku Rakuten Golden Eagles vào ngày cuối cùng của mùa giải tại Pacific League, cùng lúc với việc Fukuoka SoftBank Hawks thua Marines với tỷ số 5–2. Dù có thành tích thi đấu ngang nhau, nhưng Orix gianh ngôi đầu nhờ hơn Hawks về thành tích đối đầu trong mùa giải.  Buffaloes sau đánh bại Fukuoka Softbank Hawks trong vòng chung kết Climax Series PL 2022 với tỷ số trận 4-1. Và trong lần tái đấu tại Nippon Series , Orix Buffaloes đã đánh bại Swallows với tỷ số trận 4 - 2. Sau mùa giải, Yoshida Masataka đã chuyển tới Boston Red Sox tại MLB. Năm 2023, thành tích 86 thắng - 53 bại - 4 hòa đã mang về cho Buffaloes chức vô địch Pacific League lần thứ 3 liên tiếp, cùng với Yamamoto Yoshinobu đạt thành tích Triple Crown lần thứ 3 liên tiếp. Họ sau đó đã đánh bại Chiba Lotte Marines ở vòng cuối Climax Series để lần thứ ba giành quyền vào Nippon Series, nhưng đã bị Hanshin Tigers đánh bại trong bảy lượt trận. Sau khi Yamamoto chuyển tới MLB, Buffaloes chứng kiến sự sa sút với thành tích 63 thắng - 77 bại - 3 hòa và kết thúc năm ở vị trí thứ 5 vào mùa giải 2024. Sau mùa giải đó, huấn luyện viên trưởng Nakajima Satoshi tuyên bố từ chức và được thay thế bởi Kishida Mamoru.

## Những người được vinh danh trong Đại sảnh danh vọng
Cầu thủ thuộc biên chế Hankyu Braves
- Fukumoto Yutaka, CF, 1969–1988 (được vinh danh năm 2002)
- Kajimoto Takao, P, 1954–1973 (được vinh danh năm 2007)
- Yamada Hisashi, P, 1969–1988 (được vinh danh năm 2006)
- Yoneda Tetsuya, P, 1956–1975 (được vinh danh năm 2000)

Cầu thủ thuộc biên chế Orix BlueWave/Buffaloes, và các đội khác
- Kadota Hiromitsu, DH, 1989–1990 (được vinh danh năm 2006)
- Nakanishi Futoshi, HLV trưởng / HLV đánh bóng, 1985–1990[5], 1995–1997 (được vinh danh năm 1999)
- Ōgi Akira, HLV, 1988–1992[5], 1994–2001, 2005 (được vinh danh năm 2004)
- Ueda Toshiharu, HLV, 1974–1978, 1981–1990 (được vinh danh năm 2003)
- Suzuki Ichirō, RF, 1992-2000 (được vinh danh năm 2025)

Cầu thủ thuộc biên chế Kintetsu Buffaloes
- Nishimoto Yukio, HLV, 1974–1981 (được vinh danh năm 1988)
- Suzuki Keishi, P, 1966–1985 (được vinh danh năm 2002)